# Софревский, Йован
Йован Софревский (17 августа 1943 — 2 августа 2005) — югославский шахматист, международный мастер (1972).
16-кратный чемпион Социалистической Республики Македонии.
В составе сборной Югославии участник следующих соревнований:
- 2 Балканиады (1972, 1975). Команда Югославии оба раза занимала 1 место, а Й. Софревский дополнительно выиграл 2 медали в индивидуальном зачёте — серебряную (1975) и бронзовую (1972).
- 6-й командный чемпионат Европы (1977) в г. Москве (предварительный этап).

## Изменения рейтинга
| Графики недоступны из-за технических проблем. См. информацию на Фабрикаторе и на mediawiki.org. |